# Parapente

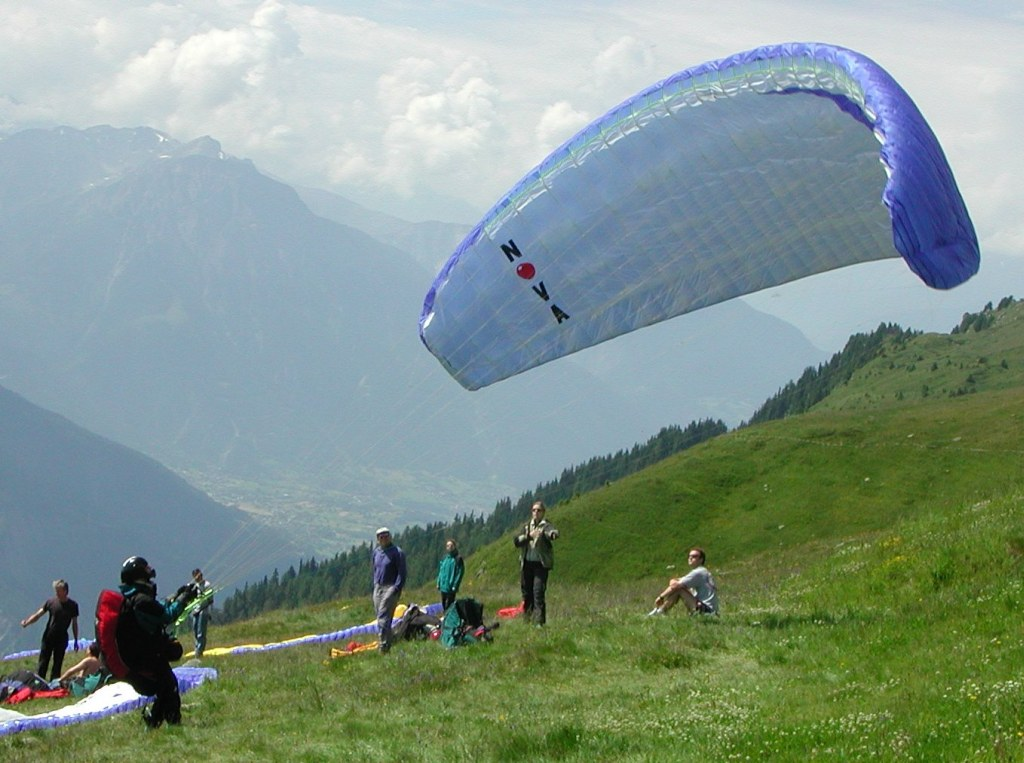
Een parapenter tijdens de start. De parapenter kijkt naar zijn scherm, dat naar links, omhoog zal gaan. Op het moment dat het scherm boven hem staat en duidelijk is dat het voldoende draagkracht heeft, draait de parapenter zich om en vliegt weg (naar links op deze foto).

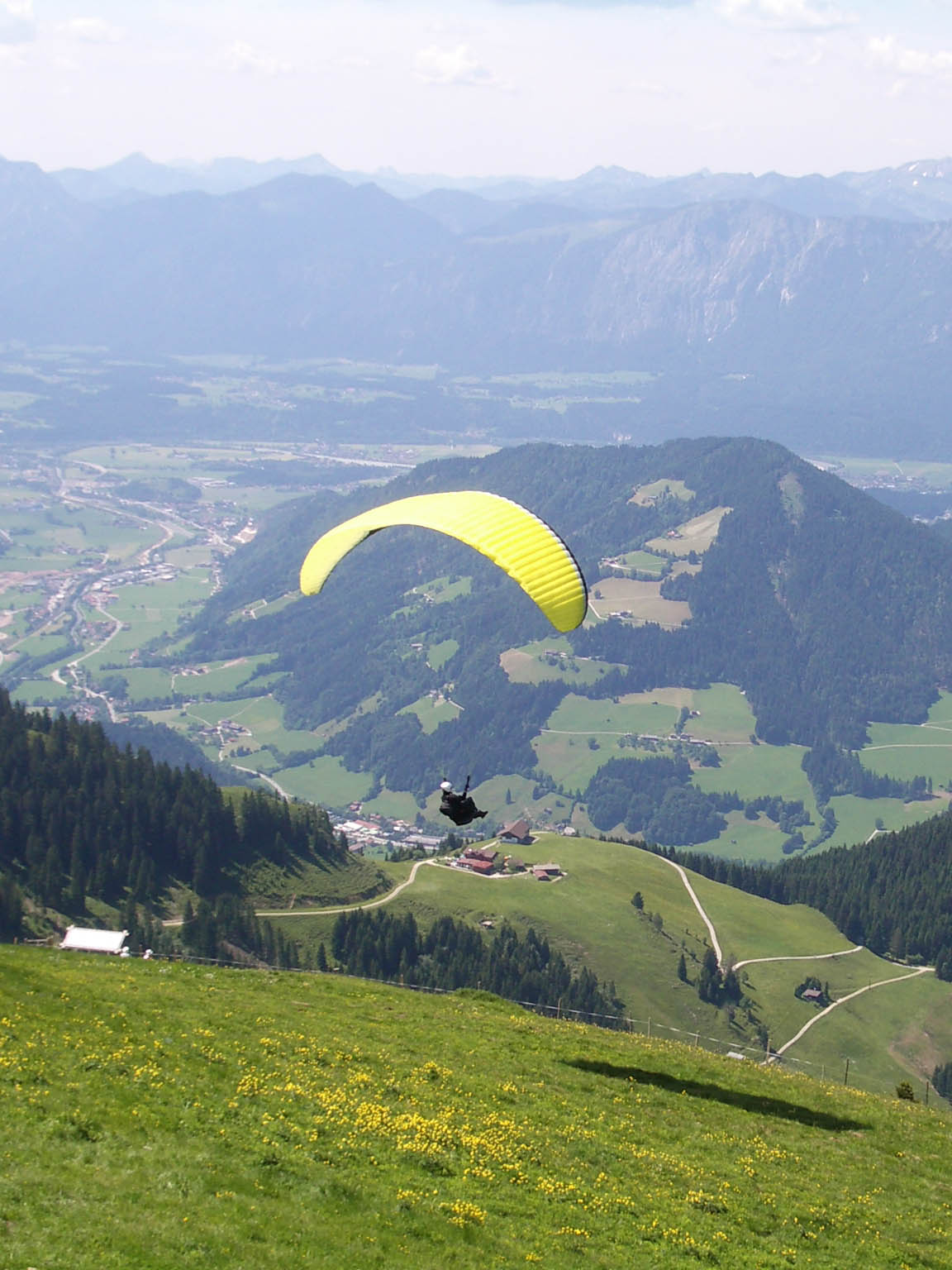
Een parapenter net na de start.

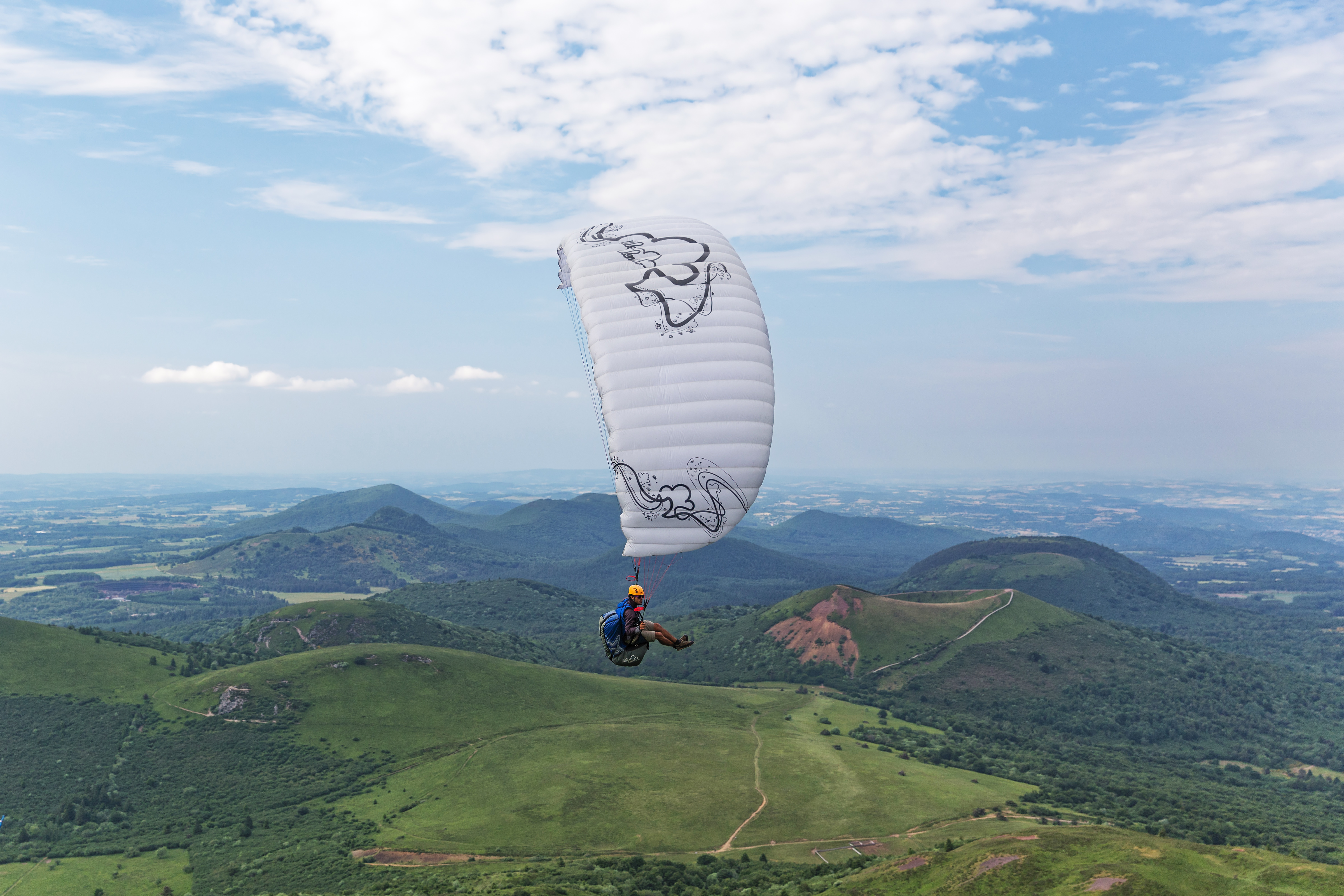

Een parapente, glijscherm of paraglider is een soepele, uit doek gemaakte vleugel waarmee men kan zweven: paraglijden, paragliding. 
Het woord stamt af van de parachute, waar het deel 'chute' vervangen werd door 'pente'. Waar de 'chute' stond voor 'val', staat 'pente' voor 'helling', omdat de glijschermpiloten van berghellingen vertrekken en eromheen vliegen.
In tegenstelling tot de 'ronde bol' parachute, die niet bestuurbaar is (enkel een minimum controleerbaar), is een glijscherm (net als een 'square' parachute) goed bestuurbaar. 
De parapente bestaat meestal uit twee stofdelen, boven- en onderzijde, verbonden door bruggen, hierdoor wordt de vleugelvorm verkregen. Het materiaal is gemaakt van speciaal geweven doek. Het bekendste is nylondoek. Ook bestaan er zogenaamde "single skins" deze hebben een enkel doek. 
Door het glijscherm te vullen met lucht (aan de voorkant is het open) zal dit de vorm van de vleugel aannemen. De snelheid zal een opwaartse lift genereren die de zwaartekracht tegenbalanceert en het glijscherm zal doen zweven. Zonder verdere bekrachtiging (paramotor) is de verticale verplaatsing nog altijd neerwaarts. Men zal bijgevolg enkel opwaarts kunnen gaan als er thermische (warmte) of dynamische (hellings-) winden zijn. Zonder thermiek of dynamische winden heeft een moderne parapente een glijgetal (de tangens van de glijhoek) van 7.5-11, hetgeen betekent dat hij per 1.000 m neerwaarts zonder wind 7.500 m tot 11.000 m vooruit gaat.
De besturing wordt mogelijk gemaakt door de twee stuurlijnen. Hiermee worden de rechter- en linkerkant van de vleugel geremd, waardoor de parapente in de richting van de geremde kant vliegt. Verder kan met deze twee stuur- of eigenlijk remlijnen ook de snelheid van het scherm verlaagd worden. Ongeremd vliegt een glijscherm ca. 35-40 km/u en maximaal geremd (kort voor een stall) ca. 20-23 km/u.

## Praktijk
AfstandvliegenUitgerust met een radio en een gps-ontvanger, zal de piloot hoogte nemen, en als hij hoog genoeg is, op tocht vertrekken, sommige keren ook terug. Het afstandsrecord is meer dan 500 km.
Acrobatiehet vliegen van speciale figuren die niet tot de normale bewegingen horen bij parapenten.
SoaringLangs een berghelling vliegen, en daar door de hellingstijgwind op dezelfde hoogte blijven, of hoger komen.
PloefenDe meest voorkomende vlucht bij beginners. Als er geen mogelijkheid bestaat om omhoog te gaan, zal de piloot rechtstreeks van vertrek- naar landingsveld vliegen.
GrondoefeningHet beoefenen van de start op een vlak stuk land, zonder dat er daadwerkelijk gevlogen gaat worden.
StartenEr zijn 2 mogelijkheden om te starten. Men kan van een starthelling op een heuvel aflopen (niet springen). Een andere methode (in Nederland het meest beoefend) is starten via een lier. Deze trekt de parapenter in een of meerdere 'trappen' naar een hoogte van enige honderden meters boven het maaiveld.
- Start vanaf een berghelling
- Vlucht
- Vanuit de lucht gefilmd

## Jargon
Door de Franse origine van deze sport, zijn er veel termen uit het Frans afgeleid.
PloefVanaf een heuvel vertrekkend direct naar de landing glijden, zonder gebruik te maken van thermiek of stijgwind.
InklapperHet wegvallen van een deel van het scherm. Normaliter is dit binnen enkele seconden opgelost, bij veel typen schermen zelfs zonder dat de piloot daar actie voor hoeft te ondernemen.
Cross Country / XCHet maken van een vlucht die langer is (in afstand) dan op basis van de glijhoek van het scherm mogelijk is, door gebruik te maken van hellingstijgwinden en thermiek.
3-6 / 360Het draaien van een volledige cirkel.
WagaWordt meestal op een wat hogere duin gedaan, gebruikmakend van de laminaire zeebries. Men scheert als piloot rakelings over de duin en schept met een vrije hand wat duinzand mee, terwijl de buitenste vleugeltip ook over het zand scheert. Het Wagas Festival vindt jaarlijks plaats op Dune de Pyla ten zuidwesten van Bordeaux, vlak bij Arcachon.
WingoverHet maken van afwisselend scherpe linker- en rechterbochten, zodat de piloot boven de tip, of boven het midden van zijn scherm uitkomt.
SATacrobatiefiguur uitgevonden door de Safety Acro Team. Lijkt sterk op een 360, maar met het draaiingsmiddelpunt tussen de vleugel en de piloot. De vleugel vliegt bijgevolg voorwaarts en de piloot achterwaarts.
RestitutieEen verschijnsel, waarbij de warme lucht uit het dal 's avonds in zijn geheel opstijgt - rond zonsondergang is het vaak een half uur lang mogelijk om op dezelfde hoogte te blijven zweven.
WasmachineTwee verschijnselen: ofwel de rolwind die aan de achterkant van een berg kan optreden, ofwel zeer turbulente lucht.
Rotorturbulente, roterende lucht, bijvoorbeeld de rolwind aan de achterkant (lijkant) van een berg.
Loef en LijNet zo als in het zeilen de voor- (loef) en achterkant (lij) van een berg (ten opzichte van de wind).
RecupHet ophalen van de piloot na een Cross.
Deco / atterroFranse afkorting van "décollage" (de startplaats op de heuvel) en Atterrissage (de landingsplaats)
LeshellingEen vlakke helling met een hoogteverschil van 25 tot 100 meter: voor beginnende piloten is het hier mogelijk om de eerste vluchten te maken, zonder dat er ernstig gevaar voor vallen bestaat.
InfinityZoals de vertaling zegt: "oneindig". Dit is een acrobatiek-manoeuvre en vereist de nodige vaardigheid. Het zijn loopings rondom de langsas van de vleugel.
ParawaitingZich bezighouden als er een tijdje niet gevlogen kan worden. Bestaat meestal uit gewoon wachten.
Terrein opetenDe piloot komt te hoog binnen en er is geen plaats meer om een behoorlijke landing uit te voeren.

## Geschiedenis
Voor 1970 was er de parachute, waarmee gesprongen werd uit een vliegtuig of een ballon. Het grote probleem was en is de onbestuurbaarheid. In het begin van de jaren 60 deden verscheidene valschermspringers verwoede pogingen met allerlei typen van valschermen om bestuurbaarheid te verkrijgen, de één al met wat meer succes dan de andere. In 1964 ontwikkelde Domina Jalbert de eerste bestuurbare parachute. Het glijscherm of de parapente, in het begin vaak "matras" genoemd omdat het een sterke gelijkenis met een matras vertoonde, werd geleidelijk een feit. De legende vertelt dat drie parachutepiloten in Mieussy, Frankrijk, in 1978 om economische redenen succesvol poogden om met hun vleugel te starten vanaf een helling. De vorm was rechthoekig, bijna vierkant.
Deze bestuurbare parachute, die in feite een vleugel is, had nog een sterke daalsnelheid maar ook reeds een horizontale voorwaartse snelheid ten opzichte van de omringende lucht tot om en nabij de 15 km/u waardoor een zekere opwaartse kracht, lift, ontstond. Dit verhoogde het glijgetal van de vleugel van nul naar ongeveer 2. In de volgende jaren werden vleugels ontwikkeld speciaal gemaakt voor glijschermvliegen. Doordat de lijnen nooit een schok moeten ondergaan bij het openen van de parapente, kunnen deze veel lichter en dunner worden gemaakt. Geleidelijk aan evolueerde de vorm van een rechthoek of vierkant met een zevental zakken, naar een plattere ovaalvormige vleugel met een spanwijdte van een 12-tal meter.
Bij de moderne competitieglijschermen kan de snelheid ten opzichte van de omringende lucht gaan tot ±45 km/u en dit stijgt gestaag. Er zijn er nu reeds die meer dan 60 km/u luchtsnelheid halen als het snelheidssysteem in werking gezet wordt. Het glijgetal is circa 7 bij een beginnersvleugel, en kan tot 11 oplopen.
Tegenwoordig bestaan er ook paragliders zonder onderdoek (single skin). Deze zijn lichter en compacter in te pakken, maar de prestaties zijn niet op het niveau van de standaard schermen. Deze paragliders worden veel gebruikt voor het oefenen van het beheersen van de techniek. En door sportieve piloten die zich bezig houden met Hike & Fly: een bergwandeling gevolgd door een afdaling met een paraglider. De gewichtsbesparing van een enkeldoeks paraglider is tijdens een beklimming van een berg een groot voordeel. 

### Vrije vlucht
De piloot gonfleert zijn scherm door de startloop. Na de startloop zweeft zijn glijscherm. Als de glijhoek kleiner is dan de berghelling dan zal hij vliegen. Vindt de piloot thermiek, stijgwinden of wave, dan kan hij meerdere uren in de lucht blijven.
In vlakke landen als België en Nederland wordt een lier gebruikt om de piloot op te trekken tot soms meer dan 500 m. Een ervaren piloot kan met een beetje geluk een helling met een hoogteverschil van 50 m of minder succesvol benutten.

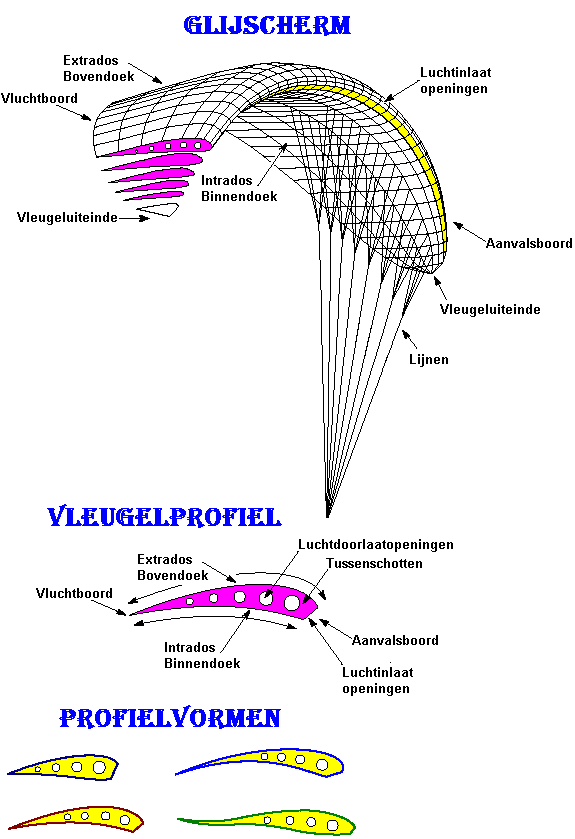
Onderdelen en vormen

## Storingen van de parapente
Inklapper: in tegenstelling tot een zweefvliegtuig of een deltavleugel, is een parapente een vouwbaar stuk stof. De meeste problemen ontstaan bijgevolg wanneer een scherm in een turbulente luchtmassa terechtkomt. Een vleugel zal daardoor soms onder bepaalde omstandigheden plaatselijk afgeblazen worden. Dit verandert de vorm van de vleugel zodanig dat hij ongecontroleerd kan beginnen te draaien, of verstrikt raken tussen de hangdraden. Naargelang het veiligheidsniveau van de vleugel zal deze sneller of trager herstellen naar de normale vliegconfiguratie.
Stel: wanneer een vleugel een te hoge invalshoek heeft voor de snelheid waarbij hij vliegt, zal een stall optreden. Het scherm is niet langer aan het vliegen, en valt als een klassieke parachute naar beneden. In deze configuratie wordt de druk op de luchtzakken verlaagd, en kan de zak helemaal inklappen.

## Veiligheid
Vroeger werd paraglijden als een extreem-sport beschouwd. Door verbeteringen in de opleiding en veiliger schermen is het risico inmiddels vergelijkbaar met het rijden van een motorfiets. De individuele gedragingen van de paraglider hebben niettemin veel invloed op het risico.
Glijschermen worden geclassificeerd naar geschiktheid en veiligheid voor een bestemde doelgroep. Alle op de Europesche markt verhandelde schermen Moeten voldoen aan strenge eisen zoals omschreven in EN-926-1 (constructieve eisen) en in EN926-2 (daadwerkelijke vliegtesten). Zo worden ze ingedeeld door een keuringsinstantie volgens Europese normen. Deze klasseert de schermen hoe ze reageren bij bepaalde manoeuvres. Hierbij worden het 26 verschillende onderdelen uitgebreid getest waaronder: opzetten, asymmetrisch inklappen, front-stall (frontale inklapper) en steilspiraal tijdens een vlucht en herstel van de vleugel. De reactie op deze onderdelen én de tijd tot herstel en de nodige input van de piloot zijn de uiteindelijke gegevens die gebruikt worden om het scherm in te delen in onderstaande klassen:
EN Ade veiligste schermen. Geschikt voor beginnende piloten en piloten die houden van meer rustige vluchten. Dit is te vergelijken met een "normale" auto.
EN Biets sportievere schermen. Geschikt voor de gevorderde piloten, die graag wat sportiever vliegen (Cross-Country (XC)). Een meer "sportieve" auto.
EN Cvoor personen die zeer regelmatig vliegen: sportieve schermen. Een sportwagen op de openbare weg.
EN Dniet geschikt voor de recreatieve piloten. Een F-3 wagen.
CCC klasse / Competitieschermenworden niet gekeurd en vereisen continue input van de piloot. Met deze schermen worden wel de langste afstanden gevlogen, maar ze reageren heel snel op een verkeerde reactie van de piloot. Een F-1 wagen.
De keuze om van klasse te veranderen heeft niets te maken met de ervaring van de piloot, maar alles met hoe de piloot zich tijdens een vlucht wil voelen. Het uiteindelijke "veilige gevoel" overheerst meestal bij de keuze van een scherm. De meeste piloten geven de voorkeur aan een scherm van maximaal EN C. Wedstrijdpiloten gebruiken een scherm van de buitencategorie (de competitieschermen).

## Keuringen
Een paraglider dient regelmatig gekeurd te worden. Deze termijn wordt voorgeschreven door de fabrikant en vermeld op het typelabel. Meestal is dit zo om de 2 jaar. Het doek is gevoelig voor UV-licht en slijtage. De toegepaste lijnen kunnen krimpen en rekken en door leeftijd en gebruik aan sterkte verliezen. Een keuring bestaat uit 6 verschillende onderdelen. Een gedegen keuring omvat zo'n 2,5 tot 3,5 uur per paraglider.
- Treksterkte test op enkele lijnen. De lijnen worden stukgetrokken de breeksterkte wordt vergeleken met de minimaal voorgeschreven waarde.
- Porositeit testen van het doek van de paraglider over verschillende plaatsen verspreid.
- Een test waarmee de scheurweerstand van de stof wordt beproefd, de zogenaamde bettsometertest.
- Visuele inspectie van alle componenten en onderdelen.

- Fysiek navoelen van alle lijnen om onzichtbare inwendige schade op te sporen.
- Het nameten van alle lijnen. Indien deze buiten specificaties liggen gaat dit ten koste van de prestatie of kan het vlieggedrag zo worden beïnvloed dat het ronduit gevaarlijk is om de glider in die staat te gebruiken.

In Nederland is er geen controlerende instantie voor keuringsbedrijven, (zoals de RDW apk-bedrijven controleert) een opdrachtgever moet dus een goede overweging maken waar hij zijn paraglider laat keuren. Dit kan door zich vooraf ervan te gewissen dat alle 6 de punten door een keuringsbedrijf worden uitgevoerd. Als een keuringsbedrijf kalibratie certificaten kan tonen van hun meetapparatuur is dat een pré. Op te vragen Kalibratie rapporten moeten aantonen dat:
- De trekbank voor de lijnen een vast ingestelde snelheid heeft van 700mm/min tot 1000mm/min. (EN-926-1)
- De loadsensor van de trekbank korter dan 1 jaar geleden is gekalibreerd, de meting electronisch worden uitgelezen met minimaal 100Hz (EN-926-1)
- De porositeit meter(s) korter dan 1 jaar geleden zijn gekalibreerd.
- De Bettsometer korter dan 1 jaar geleden is gekalibreerd.
- De lasermeter voor de lijnlengte korter dan 1 jaar geleden is gekalibreerd.

Dit bovenstaande is geen garantie voor een goed uitgevoerde keuring maar toont wel aan dan een keuringsbedrijf er alles aan doet om nauwkeurige metingen te kunnen garanderen. Als het zonder meer mogelijk is om een keuring te kunnen bijwonen is dit ook een pré. 

## Sterren
- Bruce Goldsmith
- Mike Kung
- Marcus Grundhammer
- Raul Rodriguez
- Luke de Weert (wereldkampioen paragliding acro 2023 en acro synchro 2024)

## Fabrikanten
- Advance (Zwitserland)
- AIRDESIGN (Oostenrijk)
- Apco Aviation (Israël)
- Davinci (Zuid-Korea)
- Gin (Zuid-Korea)
- Gradient (Tsjechië)
- Icaro (Duitsland)
- Independence (Duitsland)
- ITV (Frankrijk)
- Little Cloud
- Nervures (Frankrijk)
- Niviuk (Spanje)
- Nova (Oostenrijk)
- Ozone (Frankrijk)
- Paratech (Zwitserland)
- Phi (Oostenrijk)
- Sky (Tsjechië)
- Skywalk (Duitsland)
- SOL (Brazilië)
- Swing (Duitsland)
- TEAM 5 (Oostenrijk)
- U-turn (Duitsland)
- UP (Duitsland)